# Norra Åkarps pastorat
Norra Åkarps pastorat var ett pastorat i Hässleholms kommun. I pastoratet ingick Norra Åkarps församling och Vankiva församling. Totalt bodde det 4425 personer i pastoratet och 3911 är kyrkotillhöriga (89%).
Pastoratkod var 071505. 
Pastorats personal- och administrativa frågor hanterades före 2014  av Norra Åkarps kyrkliga samfällighet.
Pastoratet uppgick 2014 i Bjärnums pastorat.